# Brigitten

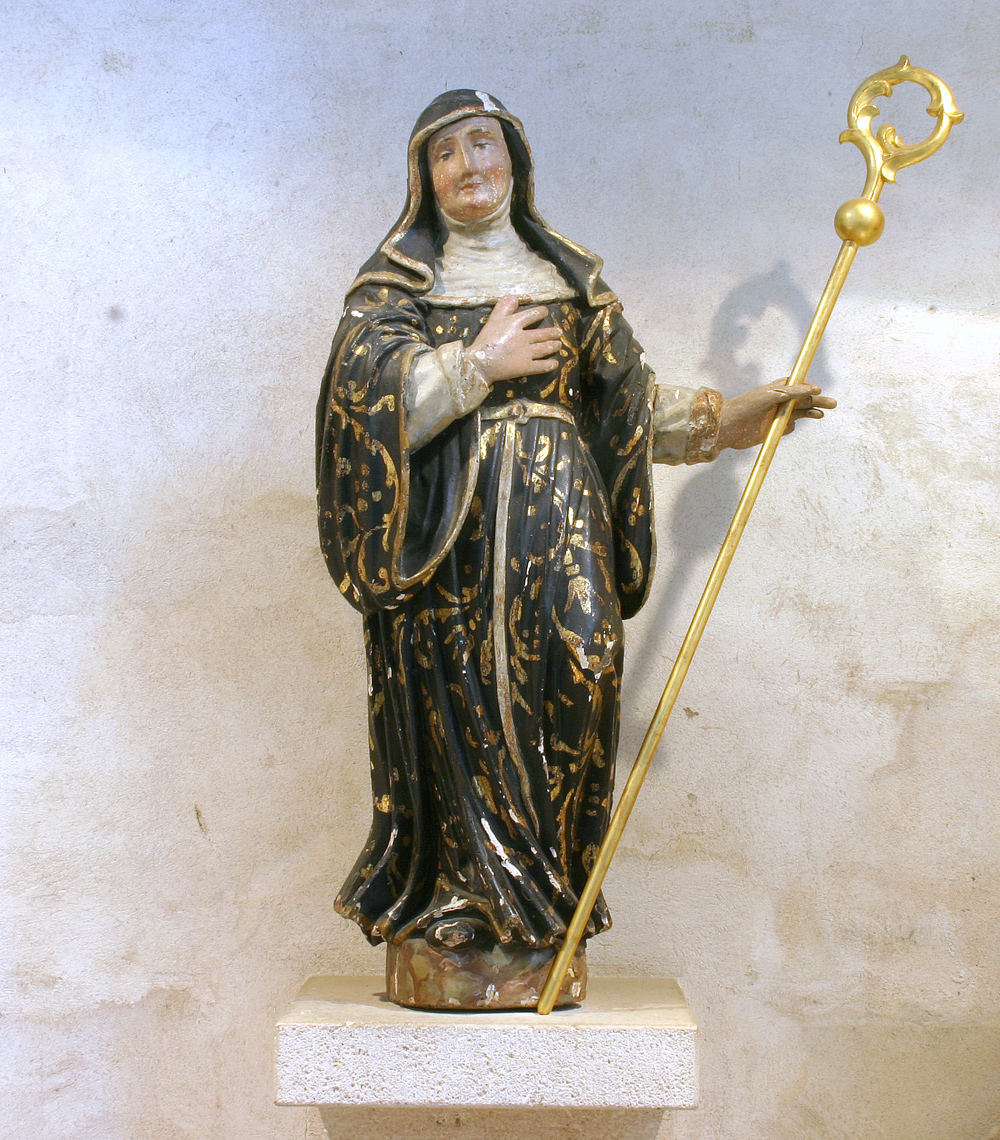
Statue der Brigitta von Kildare in Groß St. Martin, Köln

Die Brigitten (englisch Sisters of St. Brigid oder Brigidine Sisters,  Ordenskürzel: CSB) oder Schwestern der hl. Brigitta werden nach ihrer Stifterin Brigitta von Kildare (451–523) benannt. Die hl. Brigitta von Kildare, auch als Brigida von Kildare bekannt, ist die Schutzpatronin Irlands.

## Geschichte
Die Mitglieder der von Äbtissin Brigitta gegründeten Ordensgemeinschaft lebten nach der Augustinusregel und legten feierliche Gelübde ab. Unter Heinrich VIII. (1491–1547) folgte die Auflösung aller von Brigitta geschaffenen Klöster. Der Bischof  von Kildare und Leighlin, Daniel Delany, gründete am 1. Februar 1807 mit sechs Kandidatinnen den neuen Orden der Schwestern der hl. Brigitta. Ihnen wurde zur Aufgabe gemacht, sich als Schulschwestern der Erziehung und Bildung von Mädchen und Frauen zu widmen. Der erste Konvent der Brigitten ließ sich in Tullow nieder. Der Überlieferung zufolge wurde am Gründungstag an diesem Ort eine Eiche gepflanzt, die noch heute steht. In Tullow wurde auch das Noviziat errichtet, heute ist in Kildare ein Wallfahrtsort zur hl. Brigitta von Kildare.

Das Brigittenkreuz

## Das Brigittenkreuz
Das aus Binsen geflochtene Kreuz symbolisiert die Verbundenheit der hl. Brigida zur Natur; die Heilige hatte aus Binsen ein solches Kreuz geflochten. Ähnlich wie für den hl. Patrick von Irland das Kleeblatt zum Attribut wurde, gehört das Brigittenkreuz in Irland als Überlieferung zum Brauchtum. Es wird jeweils am 1. Februar, dem Gedenktag der hl. Brigitta, neu geflochten und im Haus aufbewahrt. Es soll das Haus und die Tiere vor Schäden beschützen. Die Brigitten tragen das Kreuz als Zeichen ihrer Ordenszugehörigkeit.

## Verbreitung
In den Gründungsjahren wurden in mehreren Orten der Diözese Kildare kleine Mädchenschulen errichtet, die an die örtlichen Gemeinden angeschlossen waren. Nach dem  Zweiten Vatikanischen Konzil wurde in Anbetracht der Neuregelungen für die Ordensgemeinschaften eine komplette Umorganisation vorgenommen. Die Schwestern verließen die großen Klöster und zogen zusammen in kleine Wohngemeinschaften. Sie weiteten ihr Betätigungsfeld auf die Mission aus und entsandten Schwestern zu Missionsstationen in Mexiko und Afrika. Durch die Zusammenarbeit mit weltlichen und religiösen Gruppen waren auch Schwestern in Südamerika, Island und China tätig. Außer in Schulen waren sie jetzt auch als Gemeindeschwestern, Pfarrhelferinnen und in Gefängnissen eingesetzt. Sie wirkten als Beraterinnen und übernahmen die Haushaltsleitung in Schulen. 

## Heutige Situation
Die Kongregation ist überwiegend im englischsprachigen Raum ansässig und betreut mit ihren etwa 365 Schwestern (Stand: 2002) Einrichtungen im Vereinigten Königreich, in Irland, Australien, Neuseeland und den Vereinigten Staaten. In diesen Ländern tragen mehrere Institutionen und Bildungseinrichtungen den Namen der hl. Brigitta.